# Eesti Meistrivõistlused 2024 (maschile)
La Eesti Meistrivõistlused 2024, 33ª edizione della massima serie del campionato estone di pallavolo maschile si è svolta dal 13 marzo al 15 aprile 2024: al torneo hanno partecipato quattro squadre di club estoni e la vittoria finale è andata per la seconda volta consecutiva al TalTech.

## Formula
Il campionato è stato disputato con partite ad eliminazione diretta con semifinali e finale terzo posto, al meglio delle tre vittorie su cinque partite, e finale scudetto al meglio delle quattro vittorie su sette partite.

## Squadre partecipanti
Hanno partecipato alla competizione le quattro squadre estoni migliori classificate nella regular season della Baltic Volleyball League.
| Club    | Stagione | Città   | Impianto                             | Stagione precedente            |
| ------- | -------- | ------- | ------------------------------------ | ------------------------------ |
| Duo     | dettagli | Tartu   | Tartu Ülikooli Spordihoone           | 3ª in Baltic Volleyball League |
| Pärnu   | dettagli | Pärnu   | Sports Hall                          | 4ª in Baltic Volleyball League |
| TalTech | dettagli | Tallinn | Tallinna Tehnikaülikooli Spordihoone | 1ª in Baltic Volleyball League |
| Võru    | dettagli | Võru    | Võru Spordihall                      | 2ª in Baltic Volleyball League |

## Torneo

### Tabellone
|  | Semifinali | Semifinali | Semifinali | Semifinali | Semifinali | Semifinali | Semifinali |   |      | Finale          | Finale          | Finale          | Finale          | Finale          | Finale          | Finale          | Finale | Finale |  |
|  |            |            |            |            |            |            |            |   |      |                 |                 |                 |                 |                 |                 |                 |        |        |  |
|  | 2          | Võru       | 3          | 2          | 0          | 3          |            |   |      |                 |                 |                 |                 |                 |                 |                 |        |        |  |
|  | 2          | Võru       | 3          | 2          | 0          | 3          |            |   |      |                 |                 |                 |                 |                 |                 |                 |        |        |  |
|  | 3          | Duo        | 1          | 3          | 3          | 2          |            |   |      |                 |                 |                 |                 |                 |                 |                 |        |        |  |
|  | 3          | Duo        | 1          | 3          | 3          | 2          |            | 2 | Võru | 0               | 0               | 0               | 1               |                 |                 |                 |        |        |  |
|  |            |            |            |            |            |            |            | 2 | Võru | 0               | 0               | 0               | 1               |                 |                 |                 |        |        |  |
|  |            |            | 1          | TalTech    | 3          | 3          | 3          | 3 |      |                 |                 |                 |                 |                 |                 |                 |        |        |  |
|  | 1          | TalTech    | 1          | TalTech    | 3          | 3          | 3          | 3 | 3    | 3               | 3               |                 |                 |                 |                 |                 |        |        |  |
|  | 1          | TalTech    |            |            |            |            |            |   | 3    | 3               | 3               |                 |                 |                 |                 |                 |        |        |  |
|  | 4          | Pärnu      | 0          | 1          | 0          |            |            |   |      | Finale 3º posto | Finale 3º posto | Finale 3º posto | Finale 3º posto | Finale 3º posto | Finale 3º posto | Finale 3º posto |        |        |  |
|  | 4          | Pärnu      | 0          | 1          | 0          |            |            |   |      |                 |                 |                 |                 |                 |                 |                 |        |        |  |
|  |            |            |            |            |            |            |            |   |      |                 |                 |                 |                 |                 |                 |                 |        |        |  |
|  |            |            |            |            |            |            |            |   |      | 3               | Duo             | 3               | 3               | 2               | 1               | 1               |        |        |  |
|  |            |            |            |            |            |            |            |   |      | 3               | Duo             | 3               | 3               | 2               | 1               | 1               |        |        |  |
|  |            |            |            |            |            |            |            |   |      | 4               | Pärnu           | 1               | 0               | 3               | 3               | 3               |        |        |  |

### Risultati

#### Semifinali
| Gara 1 |                 |     |                            |
|        |                 |     |                            |
| 13-03  | Võru - Duo      | 3-1 | 25-16, 19-25, 25-18, 25-23 |
| 14-03  | TalTech - Pärnu | 3-0 | 27-25, 25-21, 25-14        |

| Gara 2 |                 |     |                                   |
|        |                 |     |                                   |
| 16-03  | Duo - Võru      | 3-2 | 17-25, 25-14, 23-25, 26-24, 15-11 |
| 17-03  | Pärnu - TalTech | 1-3 | 20-25, 26-28, 25-23, 22-25        |

| Gara 3 |                 |     |                     |
|        |                 |     |                     |
| 20-03  | Võru - Duo      | 0-3 | 18-25, 17-25, 24-26 |
| 21-03  | TalTech - Pärnu | 3-0 | 25-12, 25-14, 25-19 |

| Gara 4 |            |     |                                   |
|        |            |     |                                   |
| 23-03  | Duo - Võru | 2-3 | 25-21, 26-28, 28-30, 25-18, 11-15 |
| 26-03  | Võru - Duo | 3-2 | 21-25, 25-21, 25-15, 19-25, 15-12 |

#### Finale 3º posto
| Gara 1 |             |     |                            |
|        |             |     |                            |
| 01-04  | Duo - Pärnu | 3-1 | 25-18, 25-23, 20-25, 32-30 |

| Gara 2 |             |     |                     |
|        |             |     |                     |
| 08-04  | Duo - Pärnu | 3-0 | 25-14, 25-15, 27-25 |

| Gara 3 |             |     |                                   |
|        |             |     |                                   |
| 04-04  | Pärnu - Duo | 3-2 | 24-26, 25-21, 29-31, 25-21, 15-12 |

| Gara 4 |             |     |                            |
|        |             |     |                            |
| 11-04  | Pärnu - Duo | 3-1 | 23-25, 25-15, 25-21, 27-25 |

| Gara 5 |             |     |                            |
|        |             |     |                            |
| 15-04  | Duo - Pärnu | 1-3 | 21-25, 25-27, 25-22, 21-25 |

#### Finale
| Gara 1 |                |     |                     |
|        |                |     |                     |
| 29-03  | TalTech - Võru | 3-0 | 26-24, 25-20, 25-13 |

| Gara 2 |                |     |                     |
|        |                |     |                     |
| 02-04  | Võru - TalTech | 0-3 | 21-25, 12-25, 20-25 |

| Gara 3 |                |     |                     |
|        |                |     |                     |
| 06-04  | TalTech - Võru | 3-0 | 25-15, 25-17, 25-19 |

| Gara 4 |                |     |                            |
|        |                |     |                            |
| 09-04  | Võru - TalTech | 1-3 | 22-25, 25-17, 18-25, 22-25 |

## Classifica finale
| Pos | Squadra | Qualificazione           |
| --- | ------- | ------------------------ |
|     | TalTech | Champions League 2024-25 |
| 2   | Võru    |                          |
| 3   | Pärnu   | Challenge Cup 2024-25    |
| 4   | Duo     | Challenge Cup 2024-25    |

## Premi individuali
| Premio                | Nome             | Squadra |
| --------------------- | ---------------- | ------- |
| Miglior palleggiatore | Valentin Bouleau | TalTech |
| Miglior opposto       | Matthew Aubrey   | TalTech |
| Miglior schiacciatore | Andrus Raadik    | Pärnu   |
| Miglior schiacciatore | Keith Pupart     | TalTech |
| Miglior centrale      | Shonari Hepburn  | Võru    |
| Miglior centrale      | Andri Aganits    | TalTech |
| Miglior libero        | Cris Lepp        | Võru    |

## Statistiche
| Rendimento individuale | Rendimento individuale | Rendimento individuale | Rendimento individuale |
| Pos.                   | Nome                   | Punti                  | Squadra                |
| ---------------------- | ---------------------- | ---------------------- | ---------------------- |
| 1                      | Renato Santos          | 176                    | Võru                   |
| 2                      | Timo Lõhmus            | 166                    | Duo                    |
| 3                      | Andrus Raadik          | 138                    | Pärnu                  |
| 4                      | Andris Širjakovs       | 119                    | Duo                    |
| 5                      | Daniel Matheney        | 110                    | Duo                    |

| Attacchi vincenti | Attacchi vincenti | Attacchi vincenti | Attacchi vincenti |
| Pos.              | Nome              | Punti             | Squadra           |
| ----------------- | ----------------- | ----------------- | ----------------- |
| 1                 | Renato Santos     | 155               | Võru              |
| 2                 | Timo Lõhmus       | 134               | Duo               |
| 3                 | Andrus Raadik     | 130               | Pärnu             |
| 4                 | Andris Širjakovs  | 103               | Duo               |
| 5                 | Kristo Kollo      | 98                | Võru              |

| Muri vincenti | Muri vincenti   | Muri vincenti | Muri vincenti |
| Pos.          | Nome            | Punti         | Squadra       |
| ------------- | --------------- | ------------- | ------------- |
| 1             | Mart Naaber     | 26            | Duo           |
| 2             | Daniel Matheney | 24            | Duo           |
| 3             | Shonari Hepburn | 23            | Võru          |
| 4             | Tarvo Täht      | 20            | Võru          |
| 5             | Marx Aru        | 19            | TalTech       |

| Battute vincenti | Battute vincenti | Battute vincenti | Battute vincenti |
| Pos.             | Nome             | Punti            | Squadra          |
| ---------------- | ---------------- | ---------------- | ---------------- |
| 1                | Timo Lõhmus      | 19               | Duo              |
| 2                | Matthew Aubrey   | 13               | TalTech          |
| 3                | Renato Santos    | 10               | Võru             |
| 4                | Valentin Bouleau | 9                | TalTech          |
| 5                | Marx Aru         | 8                | TalTech          |